# Декартовий координатний робот

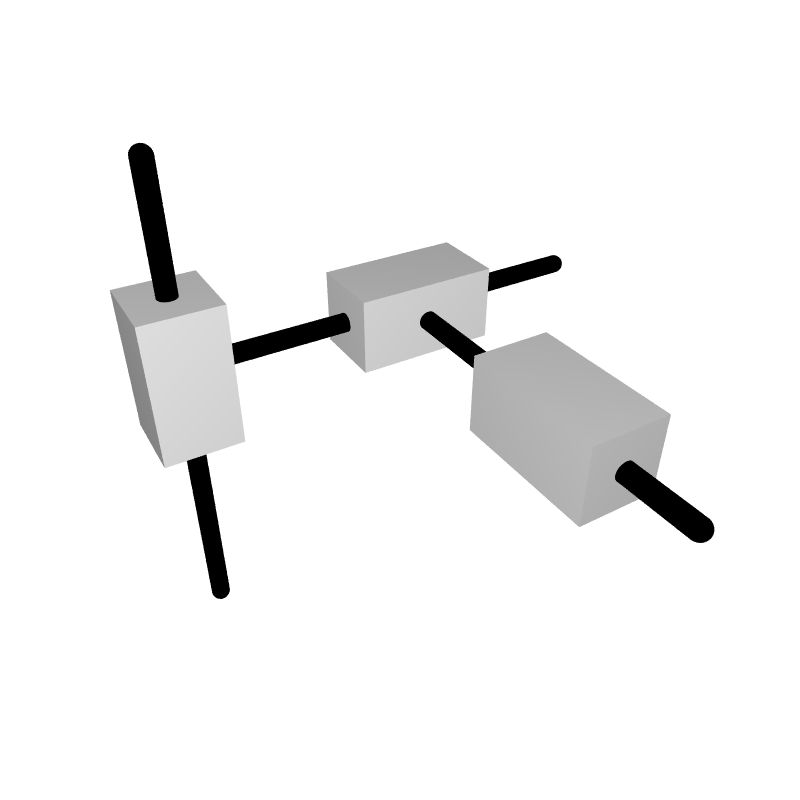
Кінематична схема робота

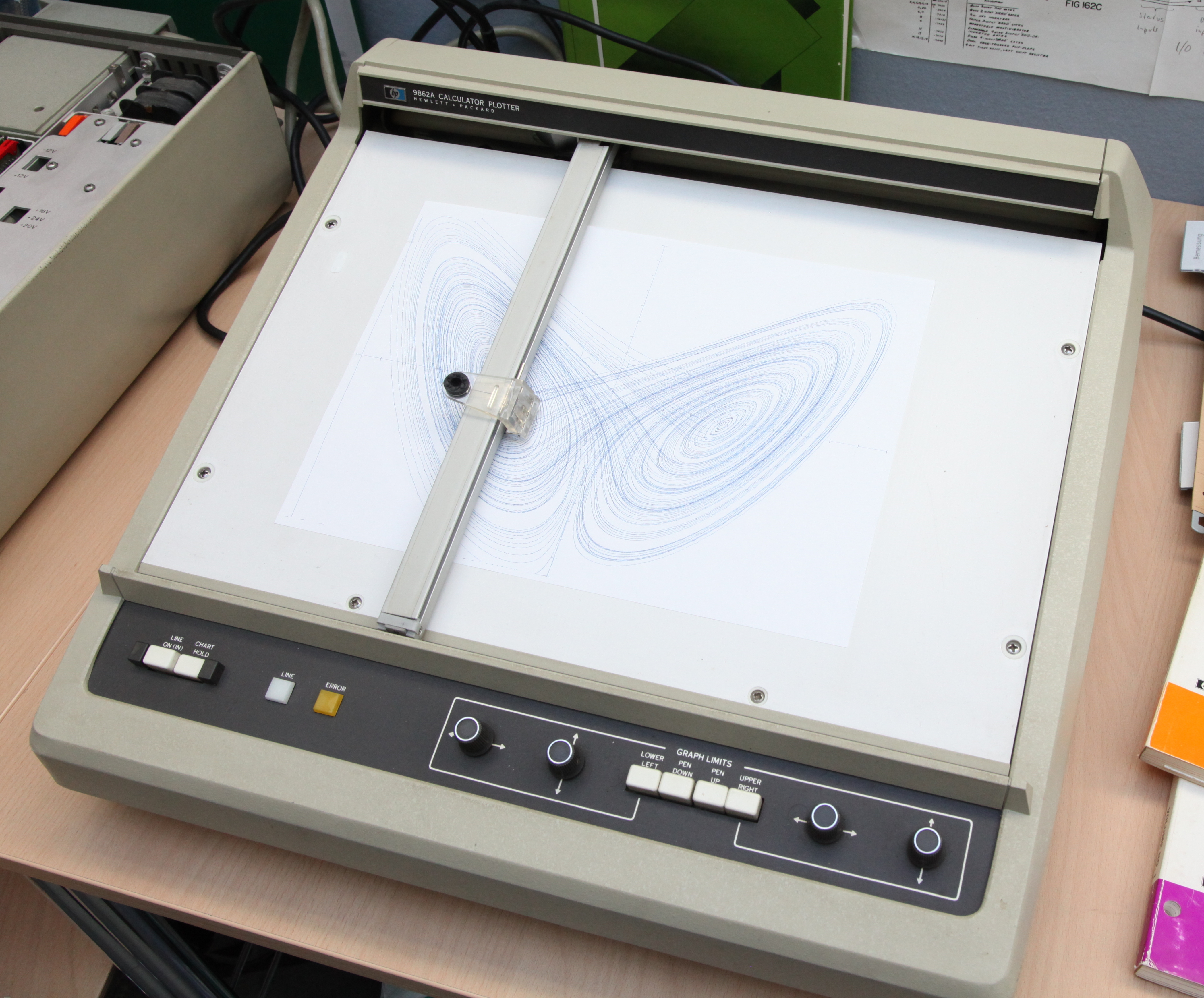
Плотер

Декартовий координатний робот (також лінійний робот) — кінематична схема робота, чиї три головні осі керування є лінійними (тобто вони не обертаються, а рухаються по прямій лінії) і взаємно розташовані під прямими кутами одна до одної в декартовій системі координат. Три ковзаючі муфти забезпечують переміщення інструмента відносно деталі вгору-вниз, вперед-назад та ліворуч-праворуч. Серед інших переваг схеми є простота конструкції робота.
Декартові роботи з горизонтальним робочим столом та рухомим відносно нього порталом, що утримує на обох кінцях дві осі іноді називають портальним роботом (Gantry robot).
Популярне застосування цього типу робота є створення фрезерних верстатів з числовим програмним керуванням і 3D-друк.
Координатні столи та плотери також засновані на принципі декартових координатних роботів.